# Panipol Kerdyam
Panipol Kerdyam (thailändisch ฐาติกร ใคร่ครวญ, * 2. November 1972) ist ein thailändischer Fußballtrainer.

## Karriere
Panipol Kerdyam stand die Saison 2012 beim Erstligisten Army United in der Hauptstadt Bangkok unter Vertrag. Im November 2012 stand er mit der Army im Endspiel des thailändischen FA Cup. Das Finale gegen Buriram United verlor man mit 1:2. Zu Beginn der Saison 2013 wechselte er zum Zweitligisten Phuket FC. Hier stand er bis August 2013 an der Seitenlinie. Noch im August 2013 unterschrieb er in Sisaket einen Vertrag beim Sisaket FC. Über die Stationen TTM FC und Ayutthaya FC ging er im Januar 2017 zum Udon Thani FC. Der Verein aus Udon Thani spielte in der Dritten Liga. Hier trat Udon Thani in der Upper Region an. Am Ende der Saison feierte er mit dem Verein die Vizemeisterschaft und den Aufstieg in die Zweite Liga. Nach dem Aufstieg verließ er den Verein. Die Saison 2019 stand er wieder bei Udon Thani in der Zweiten Liga unter Vertrag. Ende Dezember 2020 wurde er von Udon Thani wieder für ein Spiel unter Vertrag genommen. Am 1. März 2021 unterschrieb er einen Vertrag beim ebenfalls in der Zweiten Liga spielenden Kasetsart FC in Bangkok. Hier stand er bis Saisonende unter Vertrag. Zu Beginn der Saison 2022/23 wechselte er zu seinem ehemaligen Verein Udon Thani FC.

## Erfolge
Udon Thani
- Thai League 3 – Upper: 2017 (Vizemeister)  ▲